# Kibuna (przystanek kolejowy)
Kibuna (est.: Kibuna raudteepeatus) – przystanek kolejowy w Kibuna, w prowincji Harjumaa, w Estonii]. Znajduje się na szerokotorowej linii Keila – Turba 40,5 km od dworca kolejowego w Tallinnie. Obsługiwany jest przez pociągi elektryczne Eesti Liinirongid.